# XinU
XinU（シンユウ）は、日本の女性歌手、作詞家である。
「XinU」というアーティスト名は「あなた(U) にクロス(X) する」という意味が込められた造語となる。作詞家としては自然体でありながらも芯をついた日本語詞を得意とし、歌手としては1/fゆらぎを持つと言われる透明感がありながらもスモーキーな歌声といった特徴をもつ。

## 略歴
歌手になるべく東京に出てきていろいろな場所で歌を歌い、ネットに投稿していたところ、M-Swiftこと松下昇平がXinUがアカペラで歌っている動画を見て連絡し、スタジオでセッションをすることになった。これが縁となり松下昇平が社長を務める事務所Co.lity LLC（コリティー合同会社）に所属し、松下昇平がプロデュースする形でアーティストXinUとして活動することになる。
2021年10月20日、配信限定シングル『ココカラ』によりXinUとしてデビューを果たした。
2枚のEPリリースを経て2023年5月31日にユニバーサルミュージックよりフルアルバム『XinU』をリリースした。サウス・ロンドンにてプロデューサーとして活躍しているedbl（エドブラック）や、Ovallのドラマーやプロデューサーとしても活躍するmabanuaらを迎えて本アルバムが制作された。本アルバムのリード曲となる「いつのまにか」は全国13のラジオ局パワープレイを獲得し、J-WAVEやFM NORTH WAVEといったラジオ局においてはヒットチャートの上位入りを果たした。
2023年6月に代官山UNIT、同年11月に渋谷WWWで開催されたワンマン公演はソールドアウトを達成した。
2024年6月26日、3rd EP『XinU EP#03』をリリースした。本EPを引っ提げたワンマンライブツアー「XinU EP #03 Release Tour」が福岡・渋谷・台北・桐生にて開催され、全ての公演でソールドアウトを達成した。
2024年12月4日、2ndフルアルバム『A.O.R - Adult Oriented Romance』をリリースした。アーカンソー出身のオルタナティブポップデュオjoan（ジョーン）、作曲家でありトラックメイカーのMori Zentaroらを迎えて本アルバムが制作された。本アルバムにはXinU自身が作詞、作曲、セルフプロデュースを手掛けた「愛おしいままで」、「Hora Hora」といった楽曲や、石原さとみが出演している牛丼チェーンすき家のCMソング「とけてゆく」のニューバージョンも収録されている。2024年12月から2025年1月にかけて『A.O.R - Adult Oriented Romance』リリース記念ワンマンライブが福岡・恵比寿・台北の3都市で開催された。
2025年4月1日、キングレコード内レーベルEVIL LINE RECORDSの兄弟レーベルHEROIC LINEに移籍することが発表された。
2025年7月16日、HEROIC LINEよりメジャーデビューシングルとなる配信限定シングル『Monday to Friday』をリリースした。

## ディスコグラフィ

### アルバム
| # | 発売日        | タイトル                       | 規格     | レーベル                               | 規格品番   | 備考 |
| - | ------------- | ------------------------------ | -------- | -------------------------------------- | ---------- | ---- |
| 1 | 2023年5月31日 | XinU                           | CD・配信 | Co.lity Music/ユニバーサルミュージック | POCS-23033 |      |
| 2 | 2024年12月4日 | A.O.R - Adult Oriented Romance | CD・配信 | Co.lity Music/ユニバーサルミュージック | POCS-23053 |      |

### EP
| # | 発売日        | タイトル   | 規格     | レーベル                               | 規格品番   | 備考 |
| - | ------------- | ---------- | -------- | -------------------------------------- | ---------- | ---- |
| 1 | 2022年4月6日  | XinU EP#01 | CD・配信 | Co.lity Music                          |            |      |
| 2 | 2023年5月10日 | XinU EP#02 | CD・配信 | Co.lity Music                          |            |      |
| 3 | 2024年6月26日 | XinU EP#03 | CD・配信 | Co.lity Music/ユニバーサルミュージック | POCS-23044 |      |

### シングル

#### 配信限定シングル
| #  | 配信開始日     | タイトル                    | レーベル      | 備考                     |
| -- | -------------- | --------------------------- | ------------- | ------------------------ |
| 1  | 2021年10月20日 | ココカラ                    | Co.lity Music |                          |
| 2  | 2021年12月1日  | オモイオモワレ              | Co.lity Music |                          |
| 3  | 2022年1月19日  | ありがとうさようなら        | Co.lity Music |                          |
| 4  | 2022年3月2日   | 鼓動                        | Co.lity Music |                          |
| 5  | 2022年8月3日   | 合図 EYES 合図              | Co.lity Music |                          |
| 6  | 2022年10月5日  | 楽園                        | Co.lity Music |                          |
| 7  | 2022年11月16日 | もうやだ                    | Co.lity Music |                          |
| 8  | 2023年4月5日   | まだまだ                    | Co.lity Music |                          |
| 9  | 2023年4月26日  | 罠                          | Co.lity Music |                          |
| 10 | 2023年6月28日  | 鼓動（Surf & Turf Version） | Co.lity Music |                          |
| 11 | 2023年8月9日   | とけてゆく                  | Co.lity Music | すき家CMソング           |
| 12 | 2024年3月13日  | 愛おしいままで              | Co.lity Music |                          |
| 13 | 2024年5月29日  | Hora Hora                   | Co.lity Music |                          |
| 14 | 2024年10月2日  | KISS KISS KISS              | Co.lity Music |                          |
| 15 | 2024年11月20日 | バタフライ                  | Co.lity Music |                          |
| 16 | 2025年3月19日  | また会いに行くから          | Co.lity Music |                          |
| 17 | 2025年7月16日  | Monday to Friday            | HEROIC LINE   | メジャーデビューシングル |

### 参加作品
- HONEY meets ISLAND CAFE『Sea of Love 8』（2023年6月7日） - 「鼓動（Surf & Turf Version）」[16]